# SS501
SS501 (pronunțat Double-S Five-Oh-One; hangul: 더블에스오공일; japoneză: ダブルエスオゴンイル)
este o trupă sud coreeană formată de compania DSP Media,
cunoscută și sub numele de Daesung Entertainment și DSP
Entertainment. Grupul a debutat în pe 8 iunie 2005 cu cinci 
membri: Kim Hyun-joong, Heo Young-saeng, Kim Kyu-jong, 
Park Jung-min și Kim Hyung-jun, împreună cu debutul 
mini-albumului intitulat Waring.
În mai 2010, SS501 realizează ultimul album, înainte de
încheierea contracului,intitulat Destination (EP),produs de
Steven Lee. O lună mai târziu, în iunie 2010,la expirarea 
contractului trupei cu DSP Media,toți membrii s-au mutat
la alte companii, urmând cariere solo, dar
Kim Hyun-joong, liderul, a declarat că nu s-au destrămat.

## Etimologie
Numele trupei este o combinație de litere și numere ce au o semnificație specială. Primul "S" semnifică "Superstar", al doilea "S" este abrevierea de la "Singer", și combinația dintre 5,0, și 1 simbolizând "cinci membri uniți ca unul pentru totdeauna". Numele fan clubului este Triple S (SSS)care înseamnă "Super Star Supporters". Primul lor studio album este intitulat ST 01 Now este o combinație între "S" din SS501,"T" din Triple S, and "01 NOW" care, atunci când sunt combinate, înseamnă "SS501 and Triple S united as one from now until forever.

## Membri
| Membri          | Numele de scena | Data nasterii             |
| --------------- | --------------- | ------------------------- |
| Kim Hyun-Joong  | 김현중          | 6 iunie 1986(31 ani)      |
| Heo Young-Saeng | 허영생          | 3 noiembrie 1986(31 ani)  |
| Kim Kyu-Jong    | 김규종          | 24 februarie 1987(30 ani) |
| Park Jung-Min   | 박정민          | 3 aprilie 1987(30 ani)    |
| Kim Hyung-Jun   | 김형준          | 3 august 1987(30 ani)     |

## Fanclub
- Culoarea Oficială a Fanclubului: Verde Perlat
- Numele Oficial al Fanclubului: Triple S (SSS - Super Star Supporters)
- Cunoscut ca și: Green Peas (verde mazăre)
- Data înființării: 18 decembrie 2005

## Discografie

#### Coreean

##### Studio album
- 2006: S.T 01 Now

##### Mini album
- 2005: Warning
- 2005: Snow Prince
- 2008: Deja Vu
- 2008: Find
- 2008: U R Man
- 2009: Solo Collection
- 2009: Rebirth
- 2010: Destination

#### Japonez

##### Studio album
- 2007: SS501
- 2009: All My Love

##### Maxi single
- 2007: Kokoro
- 2007: Distance
- 2008: Lucky Days

## Radio
- 2006–2007: SS501's Youngstreet - Kim Kyu-jong, Park Jung-min și Heo Young-saeng
- 2009–prezent: Music High - Kim Hyung-jun

## Concerte și showcase
- Step Up în Seul, Coreea de sud (2006)
- Step Up în Busan, Coreea de sud(2006)
- Step Up în Daegu, Coreea de sud (2006)
- Concert în Osaka, Japonia (2006)
- Concert în Seul, Coreea de sud (2006)
- 4th Annual Korean Music Festival în Los Angeles, California, USA (2006)
- Concert în Tokyo, Japonia (2007)
- Concert în Shanghai, China (2008)
- Concert în Tokyo, Japonia (2008)
- Concert în Osaka, Japonia (2008)
- SS501 Showcase cu Triple S – Olympic Fencing Gymnasium, Seul (15 noiembrie 2008)
- Victory Concert în Los Angeles, California, USA (2009)
- 7th Annual Korean Music Festival în Los Angeles, California, USA (2009)
- 1st Asia Tour Persona în Seul, Coreea de sud – două concerte (iulie 2009)
- 1st Asia Tour Persona în Tokyo, Japonia (2009)
- 1st Asia Tour Persona în Taipei, Taiwan (2009)
- 1st Asia Tour Persona în Shanghai, China (2009)
- 1st Asia Tour Persona în Hong Kong, China (2009)
- 1st Asia Tour Persona în Bangkok, Thailanda (2010)
- 1st Asia Tour Persona Encore în Seul, Coreea de sud (27 februarie 2010 la Olympic Gymnastics Arena)
- SS501 Special Concert în Saitama Super Arena (25 aprilie 2010)
- SS501 Newton X-Concert în Seul, Coreea de sud(13 iunie 2010)

## Premii
Pentru premii individuale, vedem de asemenea: premiile lui Kim Hyun-joong, premiile lui Heo Young-saeng, premiile lui Kim Kyu-jong, premiile lui Park Jung-min și premiile lui Kim Hyung-jun

### Premii importante
| Anul | Premii |
| ---- | --- |
| 2005 | *2005 M.net KM Music Festival: Premiul Pentru Cel Mai Bun Grup Masculin Nou *2005 M.net KM Music Festival: Premiul Pentru Cel Mai Bun Videoclip Nou *2005 SBS Gayo Awards: Cel Mai Bun Artist Nou *2005 SBS Gayo Awards: Cel Mai Popular Artist votat de Netizens *2005 MBC Music Festival: Cel Mai Bun Artist Nou |
| 2006 | *2006 SBS Gayo Awards: Bonsang *2006 SBS Gayo Awards: Netizen Popularity Award *2006 M.net KM Music Festival:Best Dance Group Award *21st Golden Disk Award: Newcomer Award *21st Golden Disk Award: Disk Bonsang *21st Golden Disk Award: Popularity award |
| 2008 | *22nd Japan Gold Disc Award:Best 10 New Artist *5th Asia Song Festival: The Best Asian Artist Award *네티즌 연예대상 (Netizens Entertainment Award): Best Group Award |
| 2009 | *18th Seoul Music Awards: Hallyu Award *18th Seoul Music Awards: Bonsang Award *Cyworld Digital Music Awards: Song of the Month (februarie) (Because I'm Stupid) *2009 Asian Yahoo Buzz Award: Top Buzz International Group *11th Mnet Asian Music Awards: Best OST Award (Because I'm Stupid) *Cyworld Digital Music Awards: 2009 OST Award (Because I'm Stupid) *Bugs Music Awards: Best TV Drama Song of the Year (Because I'm Stupid) *2009 Warner Music Taiwan Golden Disk: White Golden Disk Awards |
| 2011 | *The First Barkada Choice Awards: Choice Asian Pop Band of the Year *2011 KBS World Radio Awards: Best Korean Band/Solo of the Year |
| 2012 | *2012 KBS World Radio Awards: Best Korean Band/Solo of the Year |

### Premii pentru programul muzical

#### M!Countdown
| Anul | Data          | Melodia                    |
| ---- | ------------- | -------------------------- |
| 2005 | 15 septembrie | "Never Again"              |
| 2006 | *5 ianuarie   | "Snow Prince" *19 ianuarie |
| 2007 | *18 ianuarie  | "4 Chence" *1 februarie    |
| 2009 | *8 ianuarie   | "U R Man" *15 ianuarie     |

#### Music Bank
| Anul | Data          | Melodia                        |
| ---- | ------------- | ------------------------------ |
| 2009 | *13 noiembrie | "Love Like This" *29 noiembrie |
| 2010 | *11 iunie     | "Love Ya" *18 iunie            |

#### Inkigayo
| Anul | Data         | Melodia                              |
| ---- | ------------ | ------------------------------------ |
| 2007 | *7 ianuarie  | "4 Chance" *28 ianuarie *4 februarie |
| 2008 | *20 aprilie  | "Deja Vu"                            |
| 2009 | *11 ianuarie | "U R Man"                            |